# Alexander Whitaker
Alexander Whitaker (Holme, 1585 - 1616) was een christelijke theoloog. Hij was de zoon van William Whitacker, een bekend protestants geleerde en directeur van het St John's College in Cambridge. Nadat hij zich in 1611 had gevestigd in de Noord-Amerikaanse kolonie van Virginia stichtte hij twee kerken nabij de kolonie van Jamestown. Onder zijn tijdgenoten stond Alexander Whitacker bekend als "De apostel van Virginia". 

## Biografie
Whitaker volgde onderwijs aan het Trinity College van Cambridge en kreeg een baan als geestelijke in het noorden van Engeland. Nadat hij in 1611 naar Virginia was gereisd, maakte hij zich zowel bij de kolonisten als bij de inheemse bevolking erg populair nadat hij ervoor gezorgd had dat Pocahontas zich bekeerde en liet dopen. Uit enkele van zijn naar Engeland teruggestuurde preken - met name Good Newes from Virginia (1613) - blijkt dat Alexander Whitaker zich in vergelijking met veel andere Europeanen tolerant opstelde ten aanzien van de inheemse Amerikaanse bevolking. 
- Gemeinsame Normdatei: 1157695191
- International Standard Name Identifier: 0000 0000 4926 936X
- Library of Congress Control Number: nr93018394
- Nationale Bibliotheek van Israël: 987011288425105171
- SNAC: w6293103
- Virtual International Authority File: 47114924
- WorldCat: E39PBJhMp7xjgpXdQvfqK7GbVC